# Aide-caissier
Le métier d'aide-caissier ou d'emballeur consiste à placer les produits achetés par le client dans des sacs dans le but de départir le caissier ou le client de cette tâche. Les aide-caissiers sont surtout présents dans les supermarchés d'alimentation. Dans ces derniers, les emballeurs effectuent également plusieurs autres tâches, telles que de ramasser les chariots d'épiceries, les paniers d'articles, vider les poubelles, passer la vadrouille lorsqu'il y a des dégâts et/ou de la saleté, vider les machines recyclant les bouteilles de plastique et les canettes de boissons gazeuses s'il y a lieu, aller chercher ou montrer l'emplacement de certains articles aux clients, nettoyer les toilettes et ramasser les fruits et légumes pour l'entreposage durant la nuit (au Québec).
Il est convenu de donner du pourboire à l'aide-caissier lorsqu'il apporte les sacs des clients à l'automobile. Le montant du pourboire varie d'un client à l'autre, mais il était habituellement de 1 à 2 euros (en France) et très variable au Québec puisqu'il peut être de 1 dollar à 5 dollars (bien qu'habituellement il soit environ 2 dollars). Contrairement aux États-Unis, en France bien peu d'entreprises proposent ce service, et il s'agit le plus souvent de jeunes (scouts ou étudiants) qui font cela en fin d'année pour une petite cagnotte.
Au Québec, la population plus âgée emploie parfois l'expression de «petit nègre» pour décrire les emballeurs. Il est important de noter que cet emploi est traditionnellement masculin contrairement à celui de caissier où l'on retrouve une majorité de filles (bien que cette tendance tend à se réduire).